# Lenče
Lenče  je priimek več znanih Slovencev:

## Znani nosilci priimka
- Josip Lenče (1865—1920), gostilničar in politik
- Mojca Lenče-Kastelic, zdravnica
- Peter Lenče (1910—1999), farmakolog, prof. MF
- Peter Lenče - Škrubi, koroški kulinarik